# Doktorhalfélék

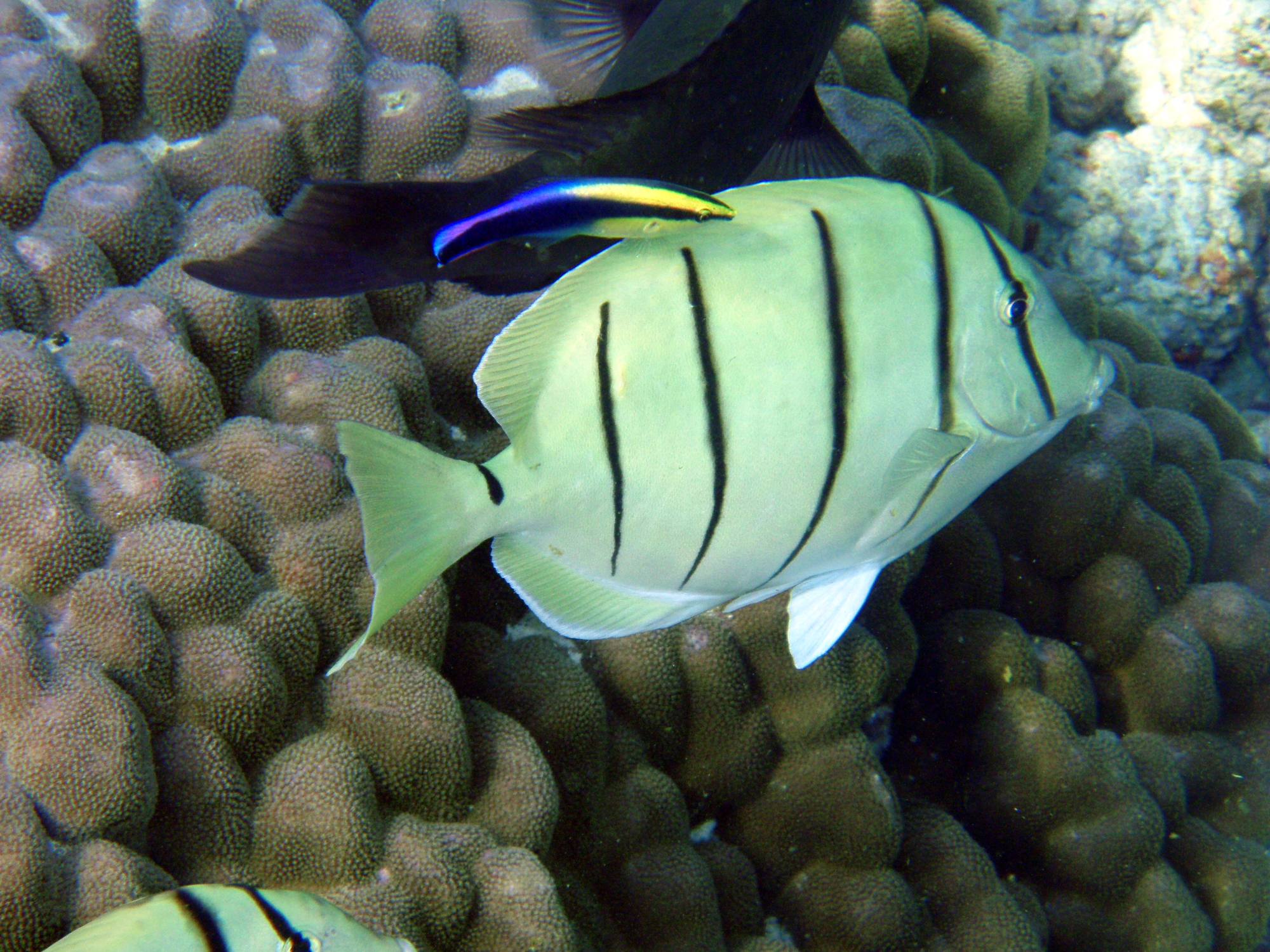
Manin doktorhal (Acanthurus triostegus)

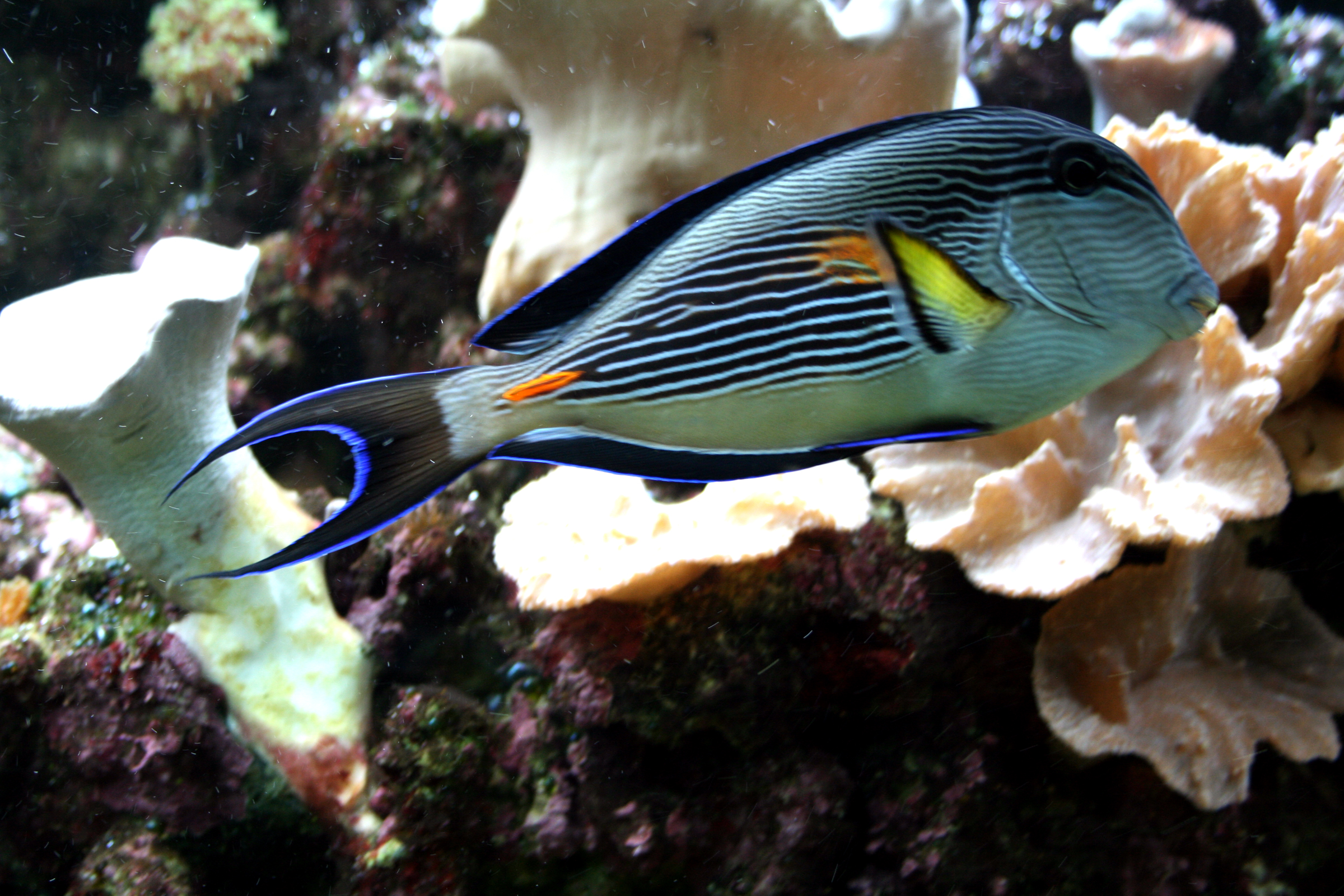
Csíkos doktorhal (Acanthurus lineatus)

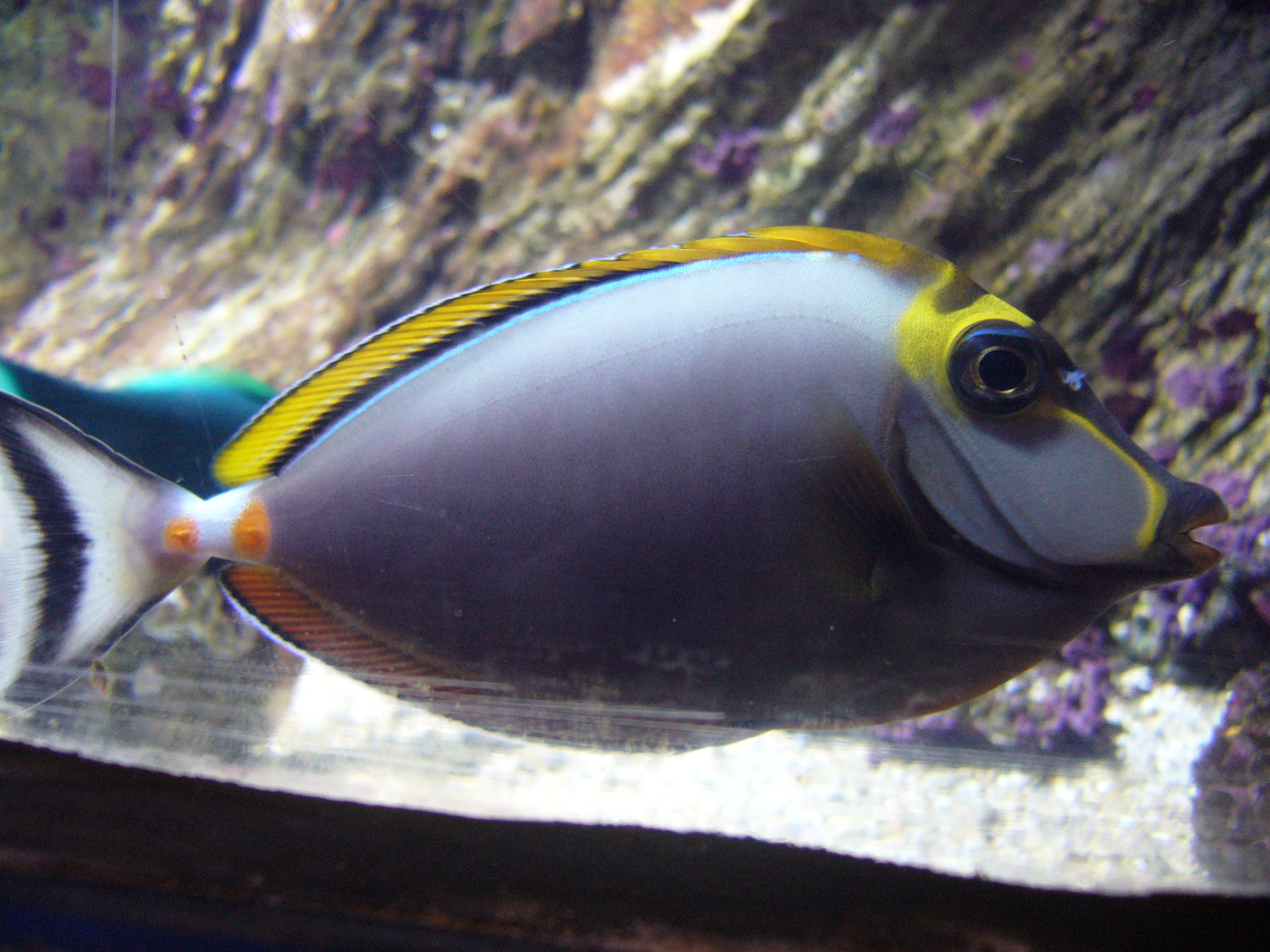
Naso elegans

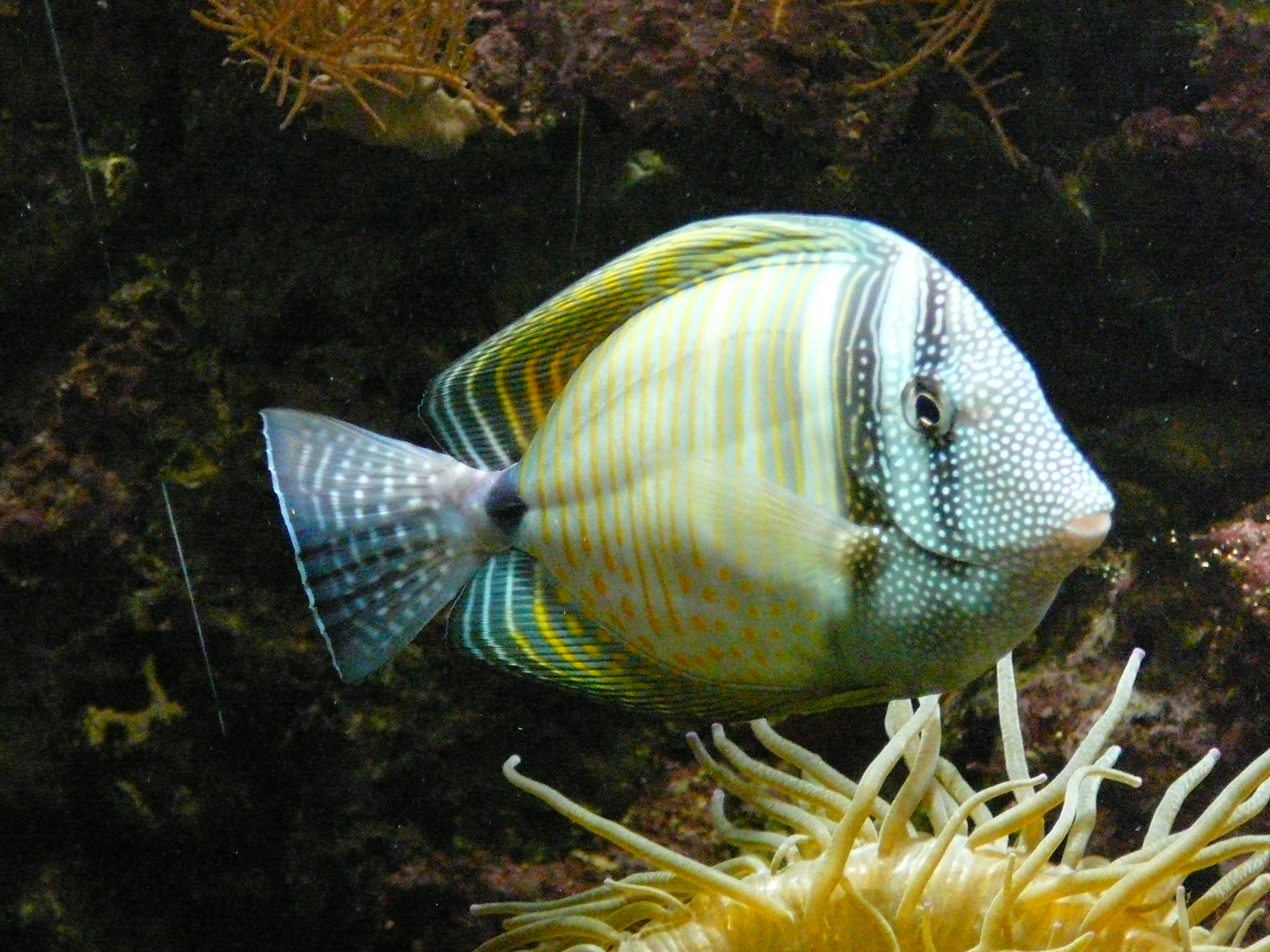
Zebrasoma desjardinii

A doktorhalfélék (Acanthuridae) a sugarasúszójú halak osztályába a sügéralakúak (Perciformes) rendjébe tartozó család.

## Rendszerezés
A családba az alábbi nemek és fajok tartoznak:
- Acanthurus
  - Acronurus aegyptius
- Ctenochaetus T. N. Gill, 1884 - 9 faj
- Naso Lacepède, 1801 - 20 faj
- Paracanthurus
  - palettás doktorhal (Paracanthurus hepatus)
- Prionurus
  - Prionurus biafraensis
  - Prionurus chrysurus
  - Prionurus laticlavius
  - Prionurus maculatus
  - Prionurus microlepidotus
  - Prionurus punctatus
  - Prionurus scalprum
- Zebrasoma Swainson, 1839 - 7 faj